# 查爾科

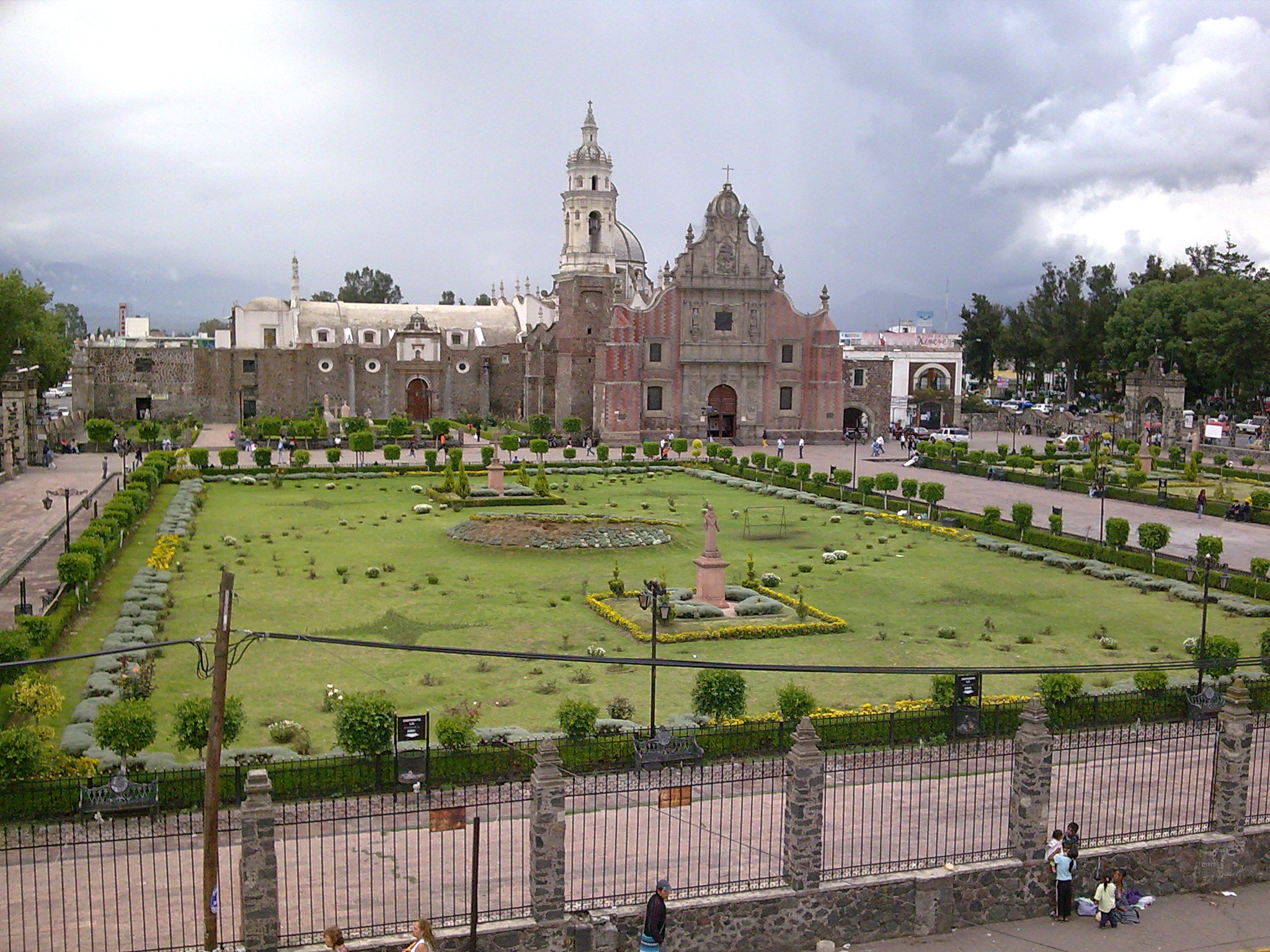

查爾科是墨西哥的城市，由墨西哥州負責管轄，位於該國南部，海拔高度2,240米，每年平均降雨量3,503毫米，主要經濟活動有出產奶品、羊毛和棉花，2010年人口310,130。

## 外部連結
- 2010 census tables: INEGI: Instituto Nacional de Estadística, Geografía e Informática
- México （页面存档备份，存于） Enciclopedia de los Municipios de México

19°15′53″N 98°53′51″W / 19.26472°N 98.89750°W